# James Price (compositore)
James Price (Copenaghen, 20 novembre 1959) è un compositore e direttore d'orchestra danese.

## Biografia
È figlio della coppia di attori Birgitte Price (1934–1997) e John Price (1913–1996) e fratello maggiore dello sceneggiatore Adam Price (nato nel 1967).
Si è formato presso l'Accademia reale danese di musica, dove ha studiato nel periodo 1979-1984. Già all'età di 20 anni, ha iniziato come direttore d'orchestra, compositore e arrangiatore.
Ha quindi scritto musica per molteplici riviste, preferibilmente in collaborazione con suo fratello Adam. Nel 1983 e nel 1996 è stato nominato "Compositore dell'anno". Ha anche composto musica per film e televisione, per esempio Due che si amano, Flemming e Berit e  Madsen & co..
È molto interessato alla gastronomia ed è membro dell'Accademia gastronomica danese. L'interesse è condiviso dal fratello e nel 2008, 2009, 2010 e 2011 i due erano presenti con la serie Mangia con Price su DR2 e DR1 e nel 2012 nella serie Price inviterer su DR1 , dove si esibisce lui stesso con un invitato e noto ospite.
Nel 2011, i due fratelli hanno aperto il ristorante Brdr. Price a Copenaghen.